# 가나자키 무
가나자키 무(일본어: 金崎 夢生, 1989년 2월 16일 ~ )는 일본의 축구 선수로, 포지션은 공격형 미드필더와 윙어를 소화한다. 현재 J3리그 FC 류큐에서 활약하고 있다.

## 구단 경력

### 유소년기
가나자키 무는 중학교에 들어선 이후 축구를 시작하였으며, 3학년이 되었을 때 현(県)대회에서 3위를 입상하였다. 졸업후 다키가와 제일고등학교로 진학하였다. 2007년 J리그 디비전 1의 오이타 트리니타에 입단하였다.

### J리그 데뷔

#### 오이타 트리니타
2007년 입단 이후 가나자키 무는 다재다능한 미드필더로 기대를 많이 받았으나, 프로 무대에서 주전 경쟁은 어려운 일이었다. 그러나 교체 자원으로 간간히 활용되며, 자신의 가치를 조금씩 알렸고, 신인으로 데뷔한 첫 시즌 18경기를 소화했다. 11월 가가와 신지 대신 일본 U-18 대표팀에 선발되었다.
2008 시즌을 앞두고 베테랑 미드필더 이에나가 아키히로가 오이타로 오면서, 주전 경쟁은 힘들어질 것 같았다. 그러나 이에나가가 6개월짜리 부상을 당하면서, 그 자리를 대신하기 위해 출장하였다. 자신에게 온 기회를 잡은 가나자키는 해당 시즌 전 경기 출장을 이뤘다.
2009 시즌 개막전부터 출장하여, 리그 30경기에 모두 출장하였다. 그러나 팀은 J2리그로 강등되었고, 가나자키는 이적을 모색하였다.

#### 나고야 그램퍼스
2010년 등번호 25번을 부여받고 나고야 그램퍼스에 입단하였다. 개막전에서부터 득점을 기록하며 좋은 활약을 꾸준히 펼쳤으며, 주로 왼쪽 윙어로 출장하였다. 2012 시즌 종료 이후, 계약 만료로 팀을 떠났다.

### 유럽 무대 도전

#### 1. FC 뉘른베르크
2013년 1월 30일 오이타 시절 한솥밥을 먹었던 기요타케 히로시가 소속되어 있던 독일 분데스리가의 1. FC 뉘른베르크와 1년 계약을 맺고 이적하였다. 그러나 주전 경쟁에서 밀리고, 출장 기회를 거의 받지 못하였다. 그 해 여름, 뉘른베르크와 계약을 해지하였다.

#### 포르티모넨스 SC
2013년 9월 2일 포르투갈 2부 리그인 세군다리가의 포르티모넨스 SC에 자유계약으로 이적하였다. 이적 후 첫 시즌 출장 기회를 많이 받으며 산뜻한 출발을 보였으나, 점점 출장 기회가 줄어들었다.

### 일본으로의 복귀

#### 가시마 앤틀러스
2015년 2월 9일 가나자키 무는 일본 J1리그의 가시마 앤틀러스로 임대 이적을 했다. 일본 복귀 후 27경기에 출전하여 9골을 넣으며, 시즌 종료 이후 시즌 베스트 일레븐에 선정되었다. 가시마는 가나자키의 완전이적을 소망하였으나, 선수 본인의 유럽 도전 의지가 강하여 거부되었다. 가나자키 무는 겨울에 포르투갈로 돌아갔으며, 등번호 96번을 달고 출장하면서 새로운 팀으로의 이적을 모색하였다. 그러나 적절한 오퍼가 없었던 관계로, 가시마 앤틀러스로 돌아가기로 결심하였다.
2016년 2월 12일 가시마 앤틀러스로의 완전이적이 결정되었다. 복귀 이후 팀의 핵심 선수로 활약하였으며, 5월의 선수상을 받기도 하였다. 11월 23일 가와사키 프론탈레와의 챔피언 결정전 준결승에서 결승골을 기록하였고, 우라와 레드 다이아몬즈와의 챔피언 결정전 결승에서 2골을 기록하며, 팀의 우승에 크게 공헌하였다. 시즌 종료 이후, 챔피언 결정전 MVP를 수상하였다.

## 국가대표팀 경력
그는 2009년 AFC 아시안컵 예선에 참가할 일본 국가대표팀에 발탁되었으며, 1월 20일 예멘와의 경기에서 데뷔했다. 2010년 동아시아 축구 선수권 대회, 2017년 EAFF E-1 풋볼 챔피언십에도 출전했다. 그는 2017년까지 국제 A매치 통산 11경기에 출전, 2득점을 넣었다.

## 개인사
그의 이름 무(夢生)는 역사를 좋아하던 어머니가 무 대륙의 이름 따 지었다.

## 통계

### 구단
| 연도            | 출전            | 득점            |
| 오이타 트리니타 | 오이타 트리니타 | 오이타 트리니타 |
| --------------- | --------------- | --------------- |
| 2007            | 10              | 2               |
| 2008            | 34              | 4               |
| 2009            | 30              | 2               |
| 2010            | 25              | 4               |
| 2011            | 12              | 0               |
| 2012            | 32              | 5               |
| 뉘른베르크      |                 |                 |
| 2012-2013       | 4               | 0               |
| 포르티모넨스    |                 |                 |
| 2013-2014       | 30              | 7               |
| 2014-2015       | 17              | 9               |
| 2015-2016       | 2               | 0               |
| 가시마 앤틀러스 |                 |                 |
| 2015            | 27              | 9               |
| 2016            | 33              | 13              |
| 2017            | 27              | 12              |
| 사간 도스       |                 |                 |
| 2018            | 15              | 3               |
| 2019            | 31              | 7               |
| 나고야 그램퍼스 |                 |                 |
| 2020            | 25              | 6               |
| 합계            | 354             | 83              |

### 국가대표팀
| 일본 | 일본 | 일본 |
| 연도 | 출전 | 득점 |
| ---- | ---- | ---- |
| 2009 | 1    | 0    |
| 2010 | 4    | 0    |
| 2011 | 0    | 0    |
| 2012 | 0    | 0    |
| 2013 | 0    | 0    |
| 2014 | 0    | 0    |
| 2015 | 1    | 1    |
| 2016 | 4    | 1    |
| 2017 | 1    | 0    |
| 통산 | 11   | 2    |

## 타이틀

### 클럽
오이타 트리니타
- J리그컵: 2008

나고야 그램퍼스
- J리그 디비전 1: 2010
- 슈퍼컵: 2011

가시마 앤틀러스
- J리그컵: 2015
- J1리그: 2016
- 천황배: 2016
- J리그 슈퍼컵 : 2017